# Trachea punkikonis
Trachea punkikonis là một loài bướm đêm trong họ Noctuidae.